# Катедра по физикохимия, Софийски университет
Катедрата по физикохимия е една от седемте катедри на Факултета по химия и фармация към Софийския университет.

## История
Преподаването на физикохимия в Софийския университет започва през 1925 г., когато обновяващия се с висококвалифицирани преподаватели Физикоматематически факултет на Софийския университет взема решение да включи в учебния план дисциплината „теоретична химия“. Обявен е конкурс за доцент, спечелен от 29-годишния д-р Иван Странски. Той ръководи катедрата през първия период от развитието и (1925 – 1944), когато нейния щат се е състоял от само двама преподаватели – Странски и един асистент. Материалната база на разположение на катедрата при основаването ѝ е една празна стая; през четиридесетте години, катедрата вече разполага с оборудвани учебна и научна лаборатории. За около 20 години малката група физикохимици около Иван Странски извършва забележителна научноизследователска работа и катедрата по физикохимия става водещ в международен мащаб научен център по проблемите на кристалния растеж и фазообразуването.
През 1944 г. проф. Странски е уволнен по обвинения за фашистка дейност, и ръководител на катедрата става Ростислав Каишев. С това започва втория период от развитието ѝ (1944 – 1962). Катедрата постепенно увеличава своя преподавателски състав до 6 – 7 души, между които Алексей Шелудко, Георги Близнаков, Стоян Будуров. Под ръководството на Каишев, катедрата запазва научната традиция от предишните две десетилетия, като започва работа и в други области от физикохимията: колоидна химия, електрохимия, кинетика и катализ, фотопроцеси.
Третия период от развитието на катедрата (1962 – 1989) е свързан с обособяването на Химическия факултет като независимо звено на Софийския университет. Катедрата се оглавява от Алексей Шелудко. Увеличава се броя на студентите, съответно щатния преподавателски състав постепенно се увеличава и от 1970 г. Катедрата по физикохимия функционира с приблизително постоянен състав 15 – 18 щатни преподаватели. В този период основната научна тематика на катедрата се променя и става колоидната химия и физикохимия на тънките течни филми и течните повърхности. Скоро тя за втори път става водещ научен център, този път в областта на физикохимията на тънките течни филми.

## Ръководители
- Иван Странски (1925 – 1944)
- Ростислав Каишев (1944 – 1962)
- Алексей Шелудко (1962 – 1989)
- Димо Платиканов (1989 – 2000)
- Борян Радоев (2000 – 2004)
- Борислав Тошев (2004 – 2008)
- Християн Василиев (2008 – 2012)
- Румен Цеков (2012 – 2016)
- Стоян Гуцов (2016 – 2024)
- Галя Маджарова (2024 – )